# Lee Ki-bok
Lee Ki-bok (* 18. Juli 1995 in Chuncheon) ist ein südkoreanischer Curler. Er spielt in der koreanischen Nationalmannschaft auf der Position des Lead unter Skip Kim Chang-min.

## Karriere
Lee spielte erstmals international bei der Junioren-Pazifik-Asienmeisterschaft 2015 als Third im Team von Skip Lee Ki Jeong. Die koreanischen Junioren gewannen die Goldmedaille und nahmen daraufhin an der Juniorenweltmeisterschaft 2015 teil, bei der sie Siebter wurden. 2016 spielte er mit dem koreanischen Juniorenteam bei der Junioren-B-Weltmeisterschaft und gewann die Bronzemedaille. Südkorea qualifizierte sich dadurch für die Juniorenweltmeisterschaft 2017, bei der Lee wieder als Third unter Skip Lee Ki Jeong spielte. Die Koreaner zogen in das Finale ein und besiegten die US-amerikanischen Juniorenmannschaft um Skip Andrew Stopera mit 5:4.
Bei der Mixed-Weltmeisterschaft 2016 war er Skip des südkoreanischen Teams. Er zog in die Play-offs ein, verlor aber im Spiel um Platz 3 gegen die schottische Mannschaft mit Skip Cameron Bryce.
Bei der Pazifik-Asienmeisterschaft 2017 spielte er als Lead im Team von Kim Chang-min und gewann nach einem Finalsieg gegen die chinesische Mannschaft von Skip Dejia Zou die Goldmedaille. Durch den Sieg qualifizierte sich Südkorea für die Weltmeisterschaft 2018 in Las Vegas. Dort kam Lee nach einer Niederlage im Spiel um Platz 3 gegen die schottische Mannschaft um Bruce Mouat auf den vierten Platz.
Lee und seine Teamkollegen (Skip: Kim Chang-min, Third: Seong Se-hyeon, Second: Oh Eun-su, Alternate: Kim Min-chan) vertraten Südkorea bei den Olympischen Winterspielen 2018 im Heimatland. Nach vier Siegen und fünf Niederlagen in der Round Robin kamen sie auf den siebten Platz.